# هابيل خالد
هابيل خالد (9 نوفمبر 1992 في فرنسا - ) (بالفرنسية: Abel Khaled)‏ هو لاعب كرة قدم فرنسي في مركزي الهجوم والوسط. لعب مع أمل الأربعاء ونادي بريست وSAS Épinal ‏.

## وصلات خارجية
- هابيل خالد على موقع قاعدة بيانات كرة القدم.إي يو (الإنجليزية)
- هابيل خالد على موقع Soccerway.com (الإنجليزية)
- هابيل خالد على موقع عالم كرة القدم.نت (الإنجليزية)
- هابيل خالد على موقع AS.com (الإسبانية)